# Centrale hydroélectrique d'Isohaara
La centrale hydroélectrique d'Isohaara (finnois : Isohaaran voimalaitos) est une centrale hydroélectrique située à Keminmaa en Finlande.

## Caractéristiques
Conçue par Sigurd Frosterus, elle est mise en service en 1949.
La centrale est traversée par la seututie 921.